# David Eppstein
David Arthur Eppstein (sinh năm 1963) là một nhà khoa học máy tính và nhà toán học người Mỹ. Ông là giáo sư hàng đầu về khoa học máy tính tại đại học University of California, Irvine. Ông nổi tiếng với các công việc về hình học tính toán, thuật toán độ họa, và toán học giải trí.

## Tiểu sử
Ông nhận được bằng B.S. tại khoa toán của đại học Stanford University vào năm 1984, sau đó là bằng thạc sĩ M.S. năm (1985) và tiến sĩ Ph.D. năm (1989) tại khoa học máy tính từ đại học Columbia University, sau đó ông nhận được nghiên cứu hậu tiến sĩ với một vị trí tại Palo Alto Research Center của Xerox. Ông đến làm việc tại UC Irvine faculty năm 1990, và là đồng chủ tích khoa khoa học từ năm 2002 đến 2005.

## Thành tựu nghiên cứu
Trong khoa học máy tính, nghiên cứu Eppstein được tập trung chủ yếu ở hình học tính toán: cây bao trùm tối thiểu, đường đi ngắn nhất, cấu trúc dữ liệu đồ thị động, đồ thị màu, vẽ đồ thị và hình học tối ưu hóa. Ông đã xuất bản cũng trong lĩnh vực ứng dụng như lưới chia phần tử hữu hạn, được sử dụng trong thiết kế kỹ thuật, và trong tính toán thống kê, đặc biệt là ở thống kê mạnh, đa biến, số liệu thống kê không tham số.
Eppstein từng là chủ tịch chương trình cho việc theo dõi lý thuyết của ACM Symposium on Computational Geometry vào năm 2001, chủ tịch chương trình của Hội nghị ACM-SIAM trên Discrete thuật toán trong năm 2002, và các đồng chủ tịch cho Hội thảo quốc tế về vẽ đồ thị vào năm 2009.

## Kết quả đáng chú ý
- Eppstein, David (1999). "Finding the k shortest paths". SIAM Journal on Computing. Quyển 28 số 2. tr. 652–673. doi:10.1109/SFCS.1994.365697.
- D. Eppstein, Z Galil, GF Italiano, A Nissenzweig (1997). "Sparsification—a technique for speeding up dynamic graph algorithms". Journal of the ACM. Quyển 44 số 5. tr. 669–696. doi:10.1145/265910.265914.{{Chú thích tạp chí}}:  Quản lý CS1: nhiều tên: danh sách tác giả (liên kết)
- N. Amenta, M. Bern, D. Eppstein (1998). "The Crust and the β-Skeleton: Combinatorial Curve Reconstruction". Graphical Models and Image Processing. Quyển 60 số 2. tr. 125. doi:10.1006/gmip.1998.0465.{{Chú thích tạp chí}}:  Quản lý CS1: nhiều tên: danh sách tác giả (liên kết)
- M. Bern & D. Eppstein (1992). "Mesh generation and optimal triangulation" (PDF). Technical Report CSL-92-1. Xerox PARC. Republished in D.-Z. Du & F.K. Hwang, biên tập (1992). Computing in Euclidean Geometry. World Scientific. tr. 23–90.

### Sách
- D. Eppstein, J.-Cl. Falmagne, and S. Ovchinnikov (2008). Media Theory. Springer-Verlag. ISBN 978-3-642-09083-7.{{Chú thích sách}}:  Quản lý CS1: nhiều tên: danh sách tác giả (liên kết)

## Giải thưởng
Năm 1992, Eppstein nhận được Giải thưởng Nhà nghiên cứu Trẻ của National Science Foundation cùng với sáu học giả khác của UC-Irvine. Năm 2011, ông được vinh danh là Thành viên của ACM vì những đóng góp của mình cho các thuật toán đồ thị và hình học tính toán.